# Kazionnyja Parszni
Kazionnyja Parszni (biał. Казённыя Паршні; ros. Казённые Поршни, Kazionnyje Porszni; pol. hist. Porsznia; ros. hist. Паршни, Parszni) – wieś na Białorusi, w obwodzie witebskim, w rejonie orszańskim, w sielsowiecie Smolany, przy linii kolejowej Orsza – Lepel.

## Historia
W XIX i w początkach XX w. położona była w Rosji, w guberni mohylewskiej, w powiecie orszańskim. Następnie w granicach Związku Sowieckiego. Od 1991 w niepodległej Białorusi.